# Tipula skylla
Tipula skylla är en tvåvingeart som beskrevs av Günther Theischinger 1979. Tipula skylla ingår i släktet Tipula och familjen storharkrankar. Inga underarter finns listade i Catalogue of Life.